# Lista de inscrições ao Oscar de melhor filme de animação em 2008
Esta é lista das inscrições ao Oscar de melhor filme de animação para a edição de 2008, sendo concedido pela primeira vez em 2002. Um longa-metragem de animação é definido pela Academia de Artes e Ciências Cinematográficas com duração de mais de 40 minutos. Três de doze filmes inscritos foram indicados, sendo Ratatouille o ganhador desta edição.

## Inscrições
| Filme                                                | Estúdio(s)                              | Diretor(es)                       | País(es)                   | Resultado      |
| ---------------------------------------------------- | --------------------------------------- | --------------------------------- | -------------------------- | -------------- |
| Alvin and the Chipmunks                              | Regency Enterprises Bagdasarian Company | Tim Hill                          | Estados Unidos             | Não indicado   |
| Aqua Teen Hunger Force Colon Movie Film for Theaters | Adult Swim Williams Street              | Matt Maiellaro Dave Willis        | Estados Unidos             | Não indicado   |
| Bee Movie                                            | DreamWorks Animation                    | Simon J. Smith Steve Hickner      | Estados Unidos             | Não indicado   |
| Beowulf                                              | ImageMovers                             | Robert Zemeckis                   | Estados Unidos             | Não indicado   |
| Meet the Robinsons                                   | Walt Disney Animation Studios           | Stephen Anderson                  | Estados Unidos             | Não indicado   |
| Persepolis                                           | Celluloid Dreams                        | Marjane Satrapi Vincent Paronnaud | França                     | Indicado       |
| Ratatouille                                          | Pixar Animation Studios                 | Brad Bird                         | Estados Unidos             | Ganhou o Oscar |
| Shrek the Third                                      | DreamWorks Animation                    | Chris Miller Raman Hui            | Estados Unidos             | Não indicado   |
| The Simpsons Movie                                   | Gracie Films Rough Draft Studios        | David Silverman                   | Estados Unidos             | Não indicado   |
| Surf's Up                                            | Sony Pictures Animation                 | Ash Brannon Chris Buck            | Estados Unidos             | Indicado       |
| Tekkonkinkreet                                       | Studio 4°C                              | Michael Arias                     | Japão                      | Não indicado   |
| TMNT                                                 | Imagi Animation Studios                 | Kevin Munroe                      | Estados Unidos · Hong Kong | Não indicado   |